# Cerithiopsis cruzana
Cerithiopsis cruzana là một loài ốc biển, động vật chân bụng trong họ Cerithiopsidae, được tìm thấy ở Biển Caribe và Vịnh Mexico. Nó được Usticke mô tả năm 1959.

## mô tả
Chiều dài tối đa của vỏ ốc được ghi nhận là 5 mm.

## Môi trường sống
Độ sâu tối thiểu được ghi nhận là 55 m. Độ sâu tối đa được ghi nhận là 101 m.